# 163. Infanterie-Division (Wehrmacht)
Die 163. Infanterie-Division war ein Großverband des Heeres der deutschen Wehrmacht im Zweiten Weltkrieg.

## Geschichte

### Aufstellung
Die 163. Infanterie-Division wurde ab 18. November 1939 auf den Truppenübungsplätzen Döberitz und Jüterbog im Wehrkreis III als Division der 7. Welle aufgestellt. Durch Zuweisung der Feldersatz-Bataillone 3, 5 und 23 wurde sie ab 1. Januar 1940 zur vollwertigen Division verstärkt. Bis April 1940 erfolgten Aufstellung und Ausbildung.

### Besatzungstruppe Norwegen
Die Division verlegte nach Abschluss der Ausbildung im Schiffstransport nach Norwegen und wurde dort im Verband der Gruppe XXI (später Armee Norwegen) als Besatzungstruppe eingesetzt.

### Unternehmen Barbarossa
Zum Beginn des Überfalls auf die Sowjetunion verlegte man die Division in den Verband der finnischen Armee und dort kämpfte diese in Südkarelien, stieß bis zum Fluss Swir vor und wurde im Februar 1942 im Tausch gegen finnische Truppen nach Lappland in den Raum westlich Kandalakscha verlegt.
Mehr als zweieinhalb Jahre Stellungskrieg folgten, den die 163. Infanterie-Division im Verband der Armee Norwegen, später in der 20. Gebirgsarmee unter Generaloberst Eduard Dietl und Generaloberst Lothar Rendulic durchgehend im Kampfraum westlich Kandalakscha verbrachte.

### Räumung Finnlands
Der Waffenstillstand zwischen Finnland und der Sowjetunion ab 2. September 1944 zwang die deutschen Truppen, ganz Finnland zu räumen.
Im Rahmen dieser schwierigen Operation gelang es der 163. Infanterie-Division, sich geordnet durch ganz Finnisch- und Norwegisch-Lappland zurückzuziehen.

### Besatzungstruppe in Norwegen
Im Januar 1945 war die 163. Infanterie-Division erneut Besatzungstruppe in Norwegen, verlegte dann aber im Landmarsch und Bahntransport nach Oslo, um im Februar 1945 von dort nach Dänemark über zu setzen.

### Umgliederung
Dort wurde die Division im Raum von Aarhus umgegliedert in eine des Typs Infanterie-Division 45 und nach Pommern verlegt, wo sie im Verband der 3. Panzerarmee unter Generaloberst Erhard Raus und ab 5. März 1945 unter General der Panzertruppe Hasso von Manteuffel die sowjetische Großoffensive auf Hinterpommern erlebte. 

### Vernichtung
In schweren Kämpfen wurde die 163. Infanterie-Division im März 1945 bei Stargard von der Roten Armee zerschlagen und der Divisionskommandeur starb. 

### Verwendung der Reste
Nur Reste konnten sich an die untere Oder retten und wurden per 1. April 1945 der Kriegsmarine zugewiesen und in die 3. Marine-Infanterie-Division integriert.

## Personen
| Dienstzeit                                                      | Dienstgrad                          | Name              |
| --------------------------------------------------------------- | ----------------------------------- | ----------------- |
| 11. November 1939 bis 5. Januar 1942                            | Generalmajor/Generalleutnant        | Erwin Engelbrecht |
| 5. Januar 1942 bis 15. Juni 1942                                | Oberst                              | Werner Wachsmuth  |
| 10. Juli bis 29. Dezember 1942                                  | Generalmajor                        | Anton Dostler     |
| 29. Dezember 1942 bis 8. März 1945                              | Oberst/Generalmajor/Generalleutnant | Karl Rübel        |
| Vertretung: Anfang 1943 und vom 23. Juni 1943 bis 15. Juli 1943 | Oberst                              | Willi Heinrich    |

## Gliederung
Bei Aufstellung:
- Infanterie-Regiment 307
- Infanterie-Regiment 310

Zum 1. Januar 1940:
- Infanterie-Regiment 307
- Infanterie-Regiment 310
- Infanterie-Regiment 324
- Artillerie-Regiment 234
- Divisions-Einheiten 234